# Krivany
Krivany es un municipio del distrito de Sabinov en la región de Prešov, Eslovaquia, con una población estimada a final del año 2024 de 1281 habitantes.
Se encuentra ubicado en el centro-oeste de la región, en el valle del río Torysa (cuenca hidrográfica del río Tisza).

## Demografía
| Año        | 1994 | 2004    | 2014    | 2024    |
| ---------- | ---- | ------- | ------- | ------- |
| Población  | 1061 | 1136    | 1222    | 1281    |
| Diferencia |      | +7,06 % | +7,57 % | +4,82 % |

| Año        | 2023 | 2024    |
| ---------- | ---- | ------- |
| Población  | 1265 | 1281    |
| Diferencia |      | +1,26 % |